# Ново-Успенськ (Спас-Деменський район)
Ново-Успенськ (рос. Ново-Успенск) — присілок в Спас-Деменському районі Калузької області Російської Федерації.
Населення становить 17 осіб. Входить до складу муніципального утворення Село Павлиново.

## Історія
Від 2004 року входить до складу муніципального утворення Село Павлиново

## Населення
| 2002 | 2007 | 2010 |
| ---- | ---- | ---- |
| 22   | ↘14  | ↗17  |